# Canon de 75 mm Montagne modèle 1919 Schneider
A Canon de 75 mm Montagne modèle 1919 Schneider egy francia gyártmányú hegyi löveg volt, amelyet a 65 mm modèle 1906 löveg leváltására terveztek. A modèle 1919-et a Schneider et Cie gyártotta, és a második világháború alatt használták. A szállításhoz a löveget hét részre lehetett bontani. Ezt a fegyvert Brazília, Paraguay, Jugoszlávia és Görögország rendszeresítette. A második világháborúban a németek által zsákmányolt francia lövegeket 7,5 cm GebK 237(f), a jugoszláv lövegeket 7,5 cm GebK 283(j) néven jelölték. A löveg személyzetét lövegpajzs védte.

## A görög haderőben
Ezt az ágyút a görög hadsereg használta a görög-olasz háborúban 1940 októberétől 1941 áprilisáig. Hadosztályokban használták a Schneider 105 mm hegyi löveggel együtt. Minden görög hadosztály egy tüzérezreddel rendelkezett, amely 16 darab 75 mm-es és 8 darab 105 mm-es hegyi löveggel volt felszerelve. Görögország összesen 192 darab 75 mm Mle 1919 löveget szerzett be, amelyekkel 12 (a 15-ből) hadosztály tüzérezredet szereltek fel.

## Fennmaradt példányok
- Rio de Janeiro – 1923-ban a brazil hadsereg több Schneider modèle 1919 75 mm-es hegyi löveget rendelt. Ezek közül legalább 3 jelenleg a Rio de Janeiro-i Fort Copacabana Múzeumban van kiállítva, további 4 pedig még mindig a brazil hadsereg használatában van, mint díszelgő lövegek a brazíliai Curitibában, Paraná államban.
- – Az eredetileg megvásárolt 24 darabból többet még mindig kapuőrként használnak, vagy paraguayi múzeumokban vannak kiállítva, mivel a Chaco-háború idején bevetették ezeket a lövegeket.
- Athén – Legalább egy példányt a görögországi Athénban található Görög Háborús Múzeumban állítottak ki.
- Saumur – A St. Chamond-i Nexter-gyűjteményből származó ágyút most a Saumur-i Musée des Blindés-ben állítják ki.
- Orléans – Az orléans-i Coligny Caserne közelében található első világháborús emlékművön ez a tüzérségi lövedék látható.
- Draguignan – A modèle 1919/28 a draguignani Amis du Musée de l'Artillerie kiállításán látható.

## Galéria

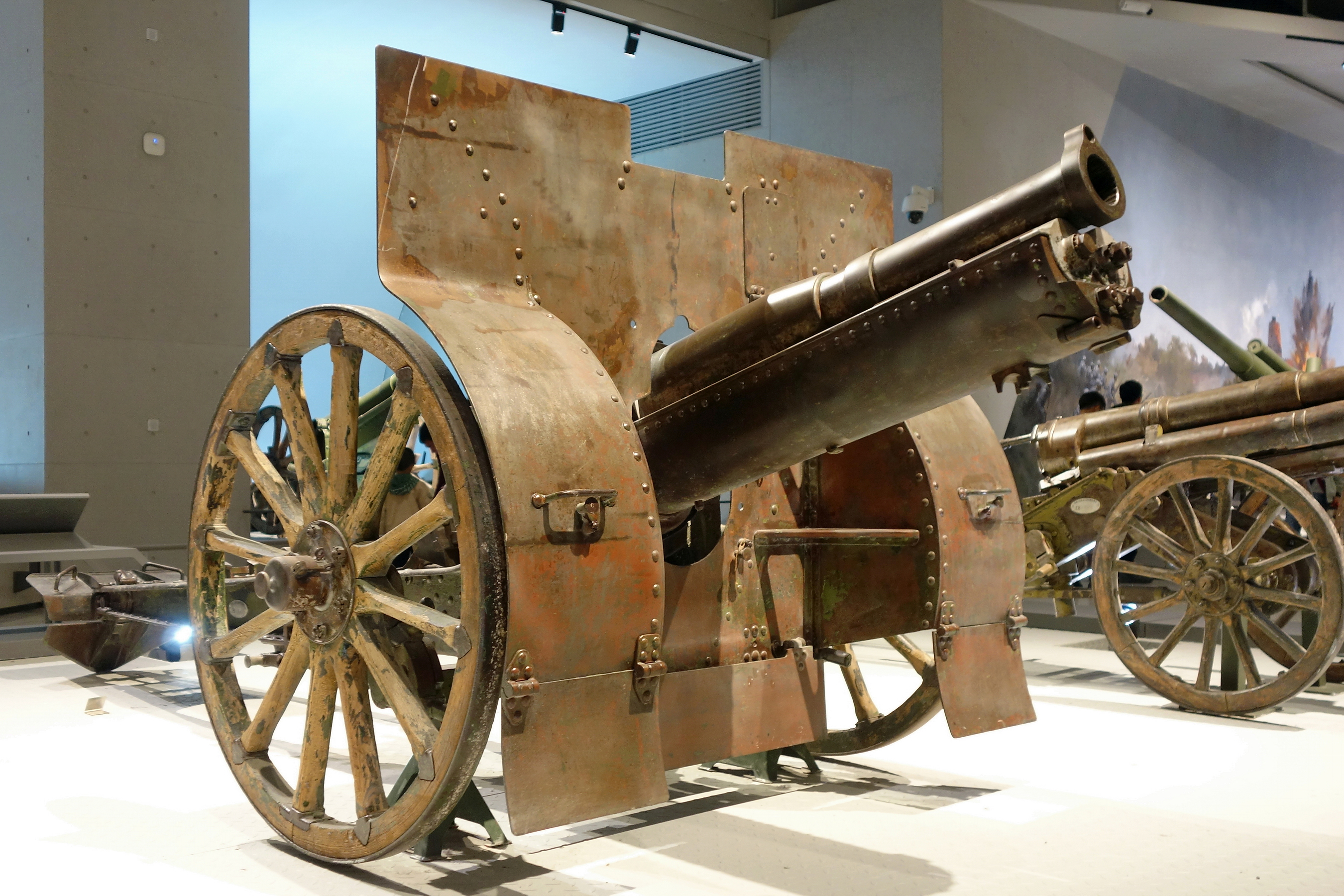
Schneider 75 mm 1919 a Kínai Népi Forradalom Katonai Múzeumában
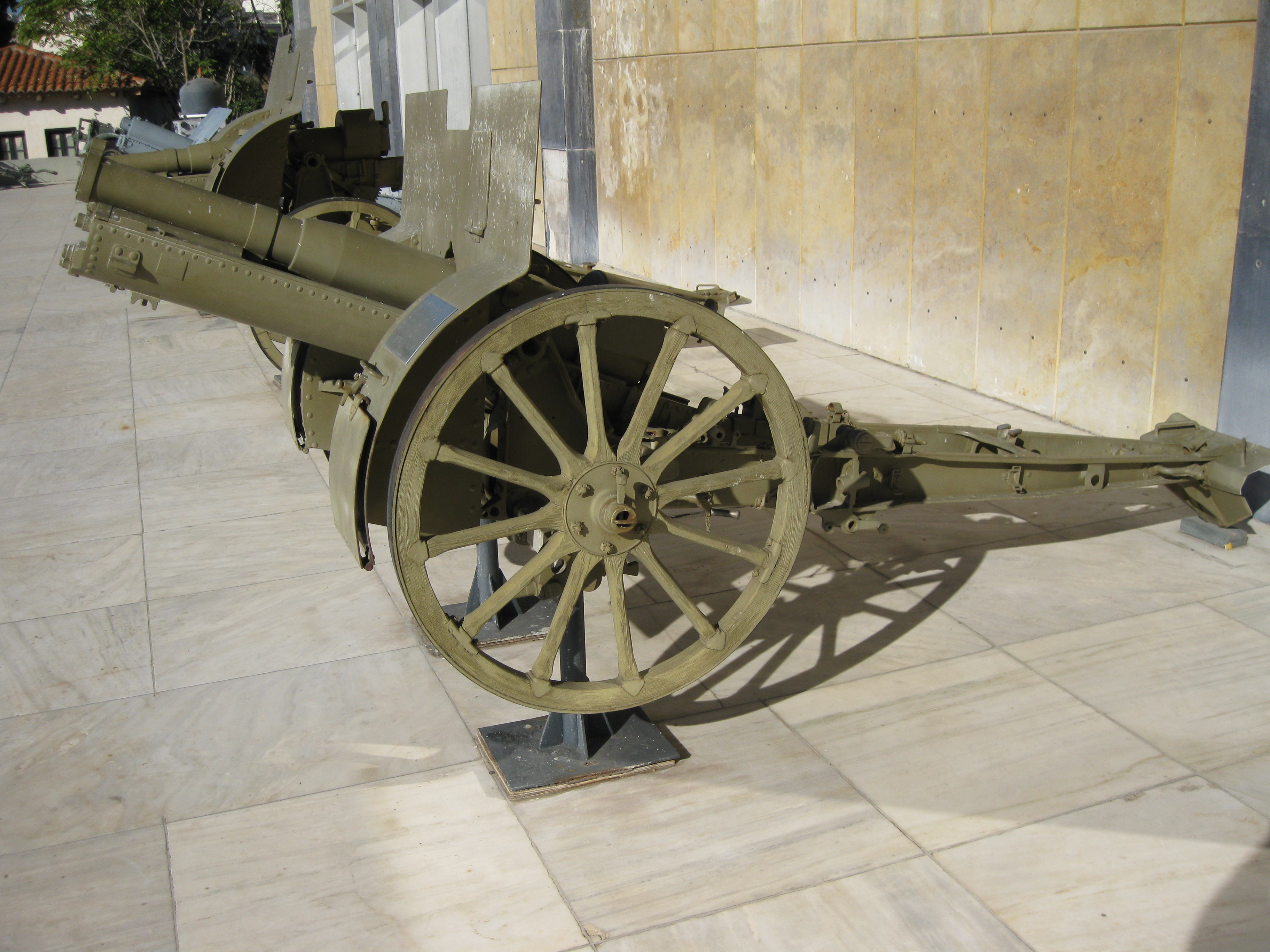
Schneider 75 mm hegyi löveg az Athéni görög háborús múzeumban
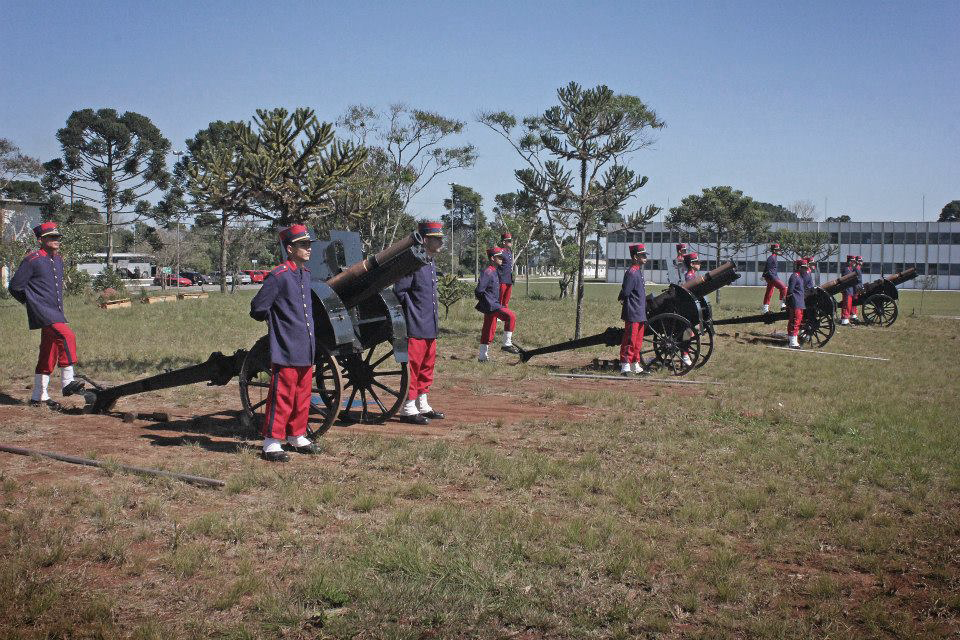
A brazil hadsereg négy Schneider-ágyúból álló szertartásos ütege lövegszalutálás közben
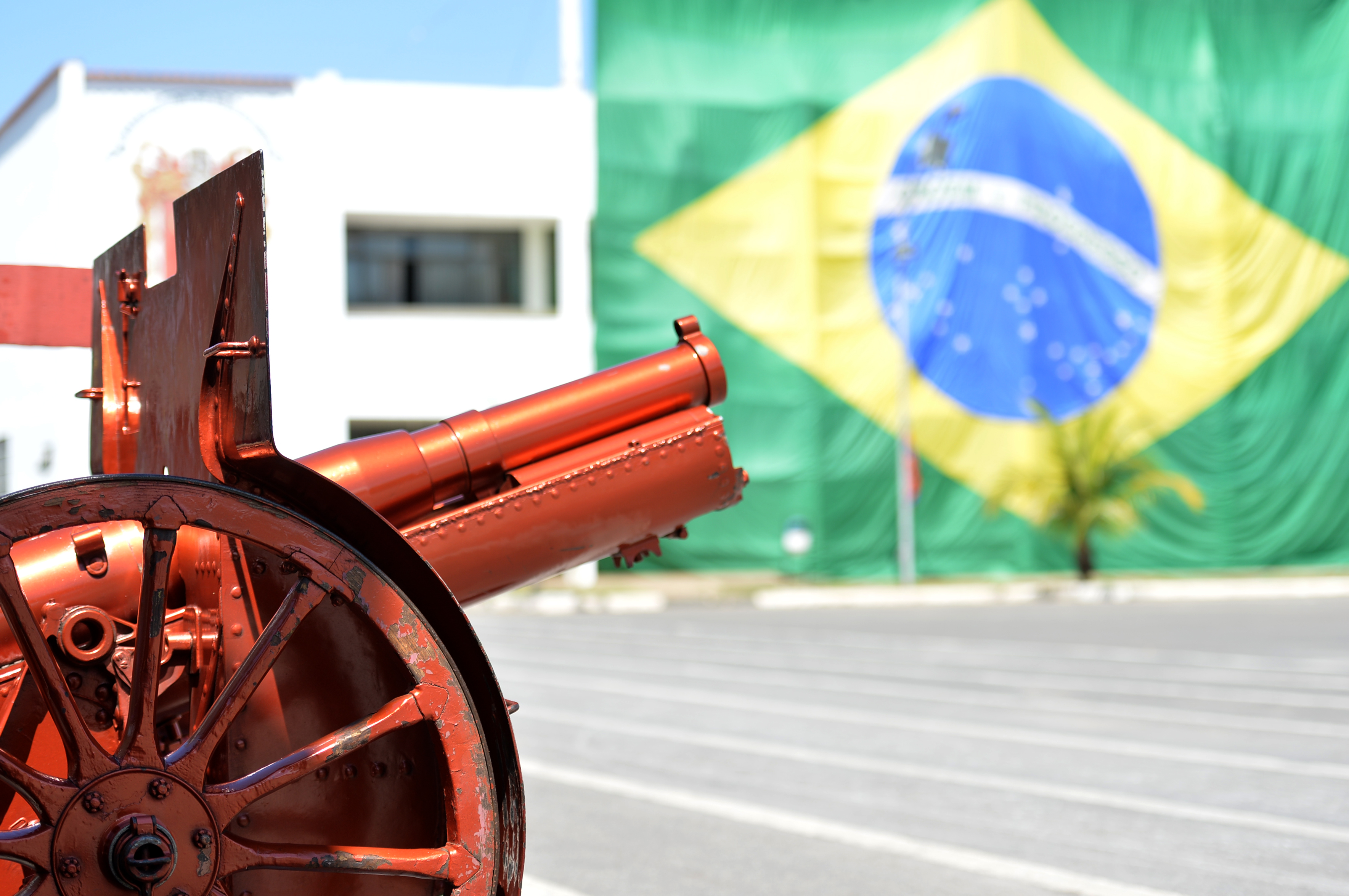
Egy brazil ünnepi ágyú

## Fordítás
- Ez a szócikk részben vagy egészben  a   Canon de 75 M(montagne) modele 1919 Schneider című angol Wikipédia-szócikk ezen változatának fordításán alapul.  Az eredeti cikk szerkesztőit annak laptörténete sorolja fel. Ez a jelzés csupán a megfogalmazás eredetét és a szerzői jogokat jelzi, nem szolgál a cikkben szereplő információk forrásmegjelöléseként.